# Lauro Corona
Lauro Corona (* 6. Juli 1957 in Rio de Janeiro, Brasilien; † 20. Juli 1989 ebendort) war ein brasilianischer Schauspieler.

## Leben und Wirken
Lauro Corona arbeitete seit seinem 16. Lebensjahr als Verkäufer und begann später mit dem Theaterspielen, wo er für das Fernsehen entdeckt wurde.
1978 spielte er seine erste Rolle für das Fernsehen in der Serie Dancing Days, die in 35 Länder exportiert wurde und ihn weltbekannt machte mit seiner Rolle des Beto an der Seite von Sônia Braga. Die Serie wurde vor allem in den USA, Polen, Frankreich, Spanien, Italien und Portugal gezeigt.
Später spielte er vor allem in Miniserien, Soapoperas und zwei Spielfilmen. In einem seiner beiden Filme, O Sonho Não Acabou, kam auch der echte damalige Staatspräsident João Figueiredo vor, der nicht wusste, dass man ihn für eine Filmszene an der Seite Coronas filmte. Auch hatte er in einer Reihe von Werbespots mitgespielt.
Corona erkrankte an Aids, doch wurde dies von seiner Familie geheim gehalten und nach seinem Tod plauderten Mitarbeiter des Krankenhauses die wahre Todesursache aus.
Der Schauspieler, der mit 32 Jahren verstorben war, wurde auf dem Friedhof Cemeterio São João Batista in Rio de Janeiro beigesetzt. Mehr als 200 Menschen hatten an der Beerdigung teilgenommen. Er war einer der ersten Prominenten Brasiliens, die an Aids verstorben waren.

## Filmographie (Auswahl)
- Dancing Days, 1978, Serie.
- Marina, 1980, Serie.
- O Sonho Não Acabou, 1982, Spielfilm.
- Louco Amor, 1983, Serie.
- Bete Balanço, 1984, Spielfilm.
- Das Recht zu lieben (Direito do amar), 1987.